# Глоссарий алгебраической геометрии
| # А Б В Г Д Е Ё Ж З И К Л М Н О П Р С Т У Ф Х Ц Ч Ш Щ Э Ю Я |

## А
абелево многообразие
Полная алгебраическая группа. Например, комплексное многообразие {\displaystyle \mathbb {C} ^{n}/\mathbb {Z} ^{2n}} или эллиптическая кривая {\displaystyle E} над конечным полем {\displaystyle \mathbb {F} _{q}}.
алгебраическая группа
Алгебраическая группа — это алгебраическое многообразие, которое также является группой, причём групповые операции являются морфизмами многообразий.
алгебраическая схема
Отделимая схема конечного типа над полем. Например, алгебраическое многообразие — это приведённая неприводимая алгебраическая схема.
алгебраическое векторное расслоение
Локально свободный пучок конечного ранга.
алгебраическое многообразие
Целая отделимая схема конечного типа над полем.
алгебраическое множество
Приведённая отделимая схема конечного типа над полем. Алгебраическое многообразие — это приведённая неприводимая алгебраическая схема.
арифметический род
Арифметический род проективного многообразия X размерности r — это {\displaystyle (-1)^{r}(\chi ({\mathcal {O}}_{X})-1)}.
артинова схема
0-мерная нётерова схема.
аффинный
1.  Аффинное пространство — это, грубо говоря, векторное пространство, в котором мы забыли, какая точка является началом координат.
2.  Аффинное многообразие — это многообразие в аффинном пространстве.
3.  Аффинная схема — это схема, изоморфная спектру некоторого коммутативного кольца.
4.  Морфизм называется аффинным, если прообраз любого открытого аффинного подмножества аффинный. Важные классы аффинных морфизмов - векторные расслоения и конечные морфизмы.

## Б
бирациональный морфизм
Бирациональный морфизм схем — это морфизм схем, который индуцирует изоморфизм их плотных открытых подмножеств. Пример бирационального морфизма — отображение, индуцируемое раздутием.

## Г
геометрический род
Геометрический род гладкого проективного многообразия X размерности n — это
{\displaystyle \dim \Gamma (X,\Omega _{X}^{n})=\dim \operatorname {H} ^{n}(X,{\mathcal {O}}_{X})}
(где равенство — это теорема двойственности Серра.
гладкий
1.  Гладкие морфизмы — это многомерный аналог этальных морфизмов. Существует несколько различных определений гладкости. Следующие определения гладкости морфизма f : Y → X эквивалентны:
1) для любой точки y ∈ Y существуют открытые аффинные окрестности V и U точек y, x=f(y), соответственно, такие, что ограничение f на V раскладывается в композицию этального морфизма и проекции из n-мерного проективного пространства над U.
2) f плоский, локально конечно представимый, и для любой геометрической точки {\displaystyle {\bar {y}}} в Y (морфизма из алгебраически замкнутого поля {\displaystyle k({\bar {y}})} в Y), геометрический слой {\displaystyle X_{\bar {y}}:=X\times _{Y}\mathrm {Spec} (k({\bar {y}}))} является гладким многообразием над {\displaystyle k({\bar {y}})} в смысле классической алгебраической геометрии.
2.  Гладкая схема над совершенным полем k — это регулярная схема локально конечного типа.
3.  Схема X над полем k гладкая, если она геометрически гладкая: схема {\displaystyle X\times _{k}{\overline {k}}} гладкая.
группа Пикара
Группа Пикара X — это группа классов изоморфизма линейных расслоений на X, групповая операция в которой — тензорное произведение.

## Д
доминантный
Морфизм f : X → Y называется доминантным, если образ f(X) плотен. Морфизм аффинных схем Spec A → Spec B доминантен, если и только если ядро соответствующего отображения B → A содержится в нильрадикале B.
дуализирующий пучок
Когерентный пучок {\displaystyle \omega _{X}} на X, такой что двойственность Серра
{\displaystyle H^{n-i}(X,F^{\vee }\otimes \omega )\simeq H^{i}(X,F)^{*}}
имеет место для любого когерентного пучка F на X; например, если X — гладкое проективное многообразие, то это  — канонический пучок.

## З
замкнутый
Замкнутые подсхемы схемы X строятся при помощи следующей конструкции. Пусть J квазикогерентный пучок идеалов. Носитель факторпучка {\displaystyle {\mathcal {O}}_{X}/J} - замкнутое подмножество Z в X и {\displaystyle (Z,({\mathcal {O}}_{X}/J)|_{Z})} - это схема, называемая замкнутой подсхемой, определённой квазикогерентным пучком идеалов J. Причина того, что определение замкнутой подсхемы зависит от такой конструкции состоит в том, что, в отличие от открытых подмножеств, замкнутые подмножества схемы обладают не единственной структурой схемы.

## К
каноническая модель
Каноническая модель — это Proj канонического кольца (предполагаемого конечно порождённым).
канонический
1.  Канонический пучок на нормальном многообразии X размерности n — это пучок {\displaystyle \omega _{X}=i^{*}\Omega _{U}^{n}} дифференциальных форм степени n на подмножестве гладких точек {\displaystyle i:U\to X}.
2.  Канонический класс {\displaystyle K_{X}} на нормальном многообразии X — это класс дивизоров, такой, что {\displaystyle {\mathcal {O}}_{X}(K_{X})=\omega _{X}}.
3.  Канонический дивизор — это представитель канонического класса {\displaystyle K_{X}}, обозначаемый тем же символом (определённый не однозначно).
4.  Каноническое кольцо на нормальном многообразии X — кольцо сечений канонического пучка.
касательное пространство
См. касательное пространство Зарисского.
квазикомпактный морфизм
Морфизм f : Y → X называется квазикомпактным, если для некоторого (а тогда и для любого) открытого аффинного покрытия X множествами Ui = Spec Bi, прообразы f−1(Ui) компактны.
квазиконечный морфизм
Морфизм конечного типа, имеющий конечные слои.
квазиотделимый
Морфизм f : Y → X называется квазиотделимым, если диагональный морфизм Y → Y ×XY квазикомпактен. Схема Y квазиотделима, если морфизм из неё в Spec(Z) квазиотделим.
конечно представимый
Если y — точка Y, то морфизм f конечно представим в y, если существует открытая аффинная окрестность U точки f(y) и открытая аффинная окрестность V точки y, такая, что f(V) ⊆ U и {\displaystyle {\mathcal {O}}_{Y}(V)} — конечно представимая алгебра над {\displaystyle {\mathcal {O}}_{X}(U)} (фактор конечно порождённой алгебры по конечно порождённому идеалу). Морфизм f локально конечно представим, если он конечно представим во всех точках Y. Если X локально нётерова, то f локально конечно представим если и только если он локально конечного типа.

Морфизм f : Y → X конечно представим, если он локально конечно представим, квазикомпактен и квазиотделим. Если X локально нётерова, то f конечно представим, если и только если он конечного типа.
конечный морфизм
Морфизм f : Y → X — конечный, если {\displaystyle X} можно покрыть открытыми аффинными множествами {\displaystyle {\text{Spec }}B}, такими, что каждое {\displaystyle f^{-1}({\text{Spec }}B)} аффинно — имеет вид {\displaystyle {\text{Spec }}A} — и {\displaystyle A} конечно порождён как {\displaystyle B}-модуль.
кольцо сечений
Кольцо сечений линейного расслоения L на схеме X — это градуированное кольцо {\displaystyle \oplus _{0}^{\infty }\Gamma (X,L^{n})}.

## Л
локально нётерова схема
Схема, покрытая спектрами нётеровых колец. Если спектров конечное число, схема называется нётеровой.
локально факториальная схема
Схема, локальные кольца которой факториальны.

## М
многообразие Фано
Гладкое проективное многообразие, у которого антиканонический пучок {\displaystyle \omega _{X}^{-1}} обилен.
многочлен Гильберта
Многочлен Гильберта проективной схемы X над полем — это эйлерова характеристика {\displaystyle f(s)=\chi ({\mathcal {O}}_{X}(s))}.
морфизм (локально) конечного типа
Морфизм f : Y → X локально конечного типа, если {\displaystyle X} можно покрыть открытыми аффинными подмножествами {\displaystyle {\text{Spec }}B}, такими, что каждый прообраз {\displaystyle f^{-1}({\text{Spec }}B)} можно покрыть открытыми аффинными подмножествами {\displaystyle {\text{Spec }}A} где каждое {\displaystyle A} конечно прождено как {\displaystyle B}-алгебра.

Морфизм f : Y → X конечного типа, если {\displaystyle X} можно покрыть открытыми аффинными подмножествами {\displaystyle {\text{Spec }}B}, такими, что каждый прообраз {\displaystyle f^{-1}({\text{Spec }}B)} можно покрыть конечным числом открытых аффинных подмножества {\displaystyle {\text{Spec }}A}, где каждое {\displaystyle A} конечно порождено как {\displaystyle B}-алгебра.

## Н
неприводимая схема
Схема называется неприводимой, если она (как топологическое пространство), не является объединением двух собственных замкнутых подмножеств.
неразветвлённый морфизм
Для точки {\displaystyle y\in Y}, рассмотрим соответствующий морфизм олкальных колец

{\displaystyle f^{\#}\colon {\mathcal {O}}_{X,f(y)}\to {\mathcal {O}}_{Y,y}}.
Пусть {\displaystyle {\mathfrak {m}}} — максимальный идеал {\displaystyle {\mathcal {O}}_{X,f(y)}}, и пусть
{\displaystyle {\mathfrak {n}}=f^{\#}({\mathfrak {m}}){\mathcal {O}}_{Y,y}}
это идеал, порождённый образом {\displaystyle {\mathfrak {m}}} в {\displaystyle {\mathcal {O}}_{Y,y}}. Морфизм {\displaystyle f} называется неразветвлённым, если он локально конечного типа и для всех {\displaystyle y\in Y}, {\displaystyle {\mathfrak {n}}} — максимальный идеал кольца {\displaystyle {\mathcal {O}}_{Y,y}} и индуцированное отображение
{\displaystyle {\mathcal {O}}_{X,f(y)}/{\mathfrak {m}}\to {\mathcal {O}}_{Y,y}/{\mathfrak {n}}}

является конечным сепарабельным расширением полей.
нормальная схема
Целая схема называется нормальной, если её локальные кольца целозамкнуты.

## О
обильный
Обильное линейное расслоение — это линейное расслоение, некоторая тензорная степень которого очень обильна.
образ
Если f : Y → X — морфизм схем, то теоретико-схемный образ f — это однозначно определённая замкнутая подсхема i : Z → X, которая удовлетворяет следующему универсальному свойству:
1. f пропускается через i,
2. если j : Z′ → X — любая замкнутая подсхема X, такая, что f пропускается через j, то i также пропускается через j.

отделимый
Отделимый морфизм — это морфизм {\displaystyle f}, такой, что  диагональ расслоенного произведения {\displaystyle f} с собой замкнута.
Как следствие, схема {\displaystyle X} отделима, когда диагональное вложение {\displaystyle X} в схемное произведение {\displaystyle X} с собой является замкнутым вложением.

Заметим, что топологическое пространство Y хаусдорфово, если и только если диагональное вложение
{\displaystyle Y{\stackrel {\Delta }{\longrightarrow }}Y\times Y}
замкнуто. Разница между топологическим и алгебро-геометрическим случаем состоит в том, что топологическое пространство схемы {\displaystyle X\times _{{\textrm {Spec}}(\mathbb {Z} )}X} отличается от произведения топологических пространств.
Любая аффинная схема Spec A отделима, так как диагональ соответствует сюръективному отображению колец
{\displaystyle A\otimes _{\mathbb {Z} }A\rightarrow A,a\otimes a'\mapsto a\cdot a'}.
открытая подсхема
Открытая подсхема схемы X - это открытое подмножество U со структурным пучком {\displaystyle {\mathcal {O}}_{X}|_{U}}.
очень обильный
Линейное расслоение L на многообразии X очень обильно, если X может быть вложено в проективное пространство, так чтоо L будет ограничением скручивающего пучка Серра O(1).

## П
плоский морфизм
Морфизм, индуцирующий плоские отображения слоёв. Гомоморфизм колец A → B называется плоским, если он делает B плоским A-модулем.
плюрирод
n-й плюрирод гладкого проективного многообразия — это {\displaystyle \dim \Gamma (X,\omega _{X}^{\otimes n})}.
приведённая схема
Схема, локальные кольца которой не имеют ненулевых нильпотентов.
проективный
1.  Проективное многообразие — это замкнутое подмногообразие проективного пространства.
2.  Проективная схема над схемой S — это S-схема, которая пропускается через некоторое проективное пространство {\displaystyle \mathbf {P} _{S}^{N}\to S} как замкнутая подсхема.
3.  Проективные морфизмы определяются сходным образом с аффинными морфизмами: f : Y → X называется проективным, если он раскладывается в композицию замкнутого вложения и проекции проективного пространства {\displaystyle \mathbb {P} _{X}^{n}:=\mathbb {P} ^{n}\times _{\mathrm {Spec} \mathbb {Z} }X} на {\displaystyle X}.

## Р
раздутие
Раздутие — это бирациональное преобразование, которое заменяет замкнутую подсхему эффективным дивизором Картье. Более точно, для нётеровой схемы X и замкнутой подсхемы {\displaystyle Z\subset X}, раздутие Z в X - это собственный морфизм {\displaystyle \pi :{\widetilde {X}}\to X}, такой, что (1) {\displaystyle \pi ^{-1}(Z)\hookrightarrow {\widetilde {X}}} является эффективным дивизором Картье, называемым исключительным дивизором и (2) {\displaystyle \pi } - универсальный объект со свойством (1).
размерность Кодайры
Размерность канонической модели.
регулярная схема
Схема, локальные кольца которой — регулярные локальные кольца.
род
См. #арифметический род, #геометрический род.

## С
связный
Схема связна, если она связна как топологическое пространство. Аффинная схема Spec(R)  связна, если и только если кольцо R не имеет идемпотентов, кроме 0 и 1.
слой
Для морфизма схем {\displaystyle f:X\to Y}, слой f над y как множества — это прообраз {\displaystyle f^{-1}(y)=\{x\in X|f(x)=y\}}; он имеет естественную структуру схемы над полем вычетов точки y как расслоенное произведение {\displaystyle X\times _{Y}\{y\}}, где {\displaystyle \{y\}} имеет естественную структуру схемы над Y как спктр поля вычетов точки y.
собственный морфизм
Отделимый универсально замкнутый морфизм конечного типа. Морфизм схем f: X → Y называется универсально замкнутым, если для любой схемы Z с морфизмом Z → Y проекция из расслоенного произведения {\displaystyle X\times _{Y}Z\to Z} является замкнутым отображением топологических пространств (переводит замкнутые множества в замкнутые).
схема
Схема - это локально окольцованное пространство, локально изоморфное спектру коммутативного кольца.

## Т
точка
Схема {\displaystyle S} — это локально окольцованное пространство, и следовательно топологическое пространство, но слово точка {\displaystyle S} имеет три значения:
1. точка {\displaystyle P} подлежащего топологического пространство;
2. {\displaystyle T}-точка {\displaystyle S} — это морфизм из {\displaystyle T} в {\displaystyle S}, для любой схемы {\displaystyle T};
3. геометрическая точка схемы {\displaystyle S}, определённой над (с морфизмом в) {\displaystyle {\textrm {Spec}}(K)}, где {\displaystyle K} — поле, это морфизм из {\displaystyle {\textrm {Spec}}({\overline {K}})} в {\displaystyle S}, где {\displaystyle {\overline {K}}} — алгебраическое замыкание {\displaystyle K}.

## Ц
целая схема
Приведённая неприводимая схема. Для локально нётеровой схемы, быть целой эквивалентно тому, чтобы быть связной и покрытой спектрами областей целостности

## Э
этальный
Морфизм f : Y → X этальный, если он плоский и неразветвлённый. Существует несколько других эквивалентных определений. В случае гладких многообразий {\displaystyle X} и {\displaystyle Y} над алгебраически замкнутым полем, этальные морфизмы — это морфизмы, индуцирующие изоморфизм касательных пространств {\displaystyle df:T_{y}Y\rightarrow T_{f(y)}X}, что совпадает с обычным определением этальных отображений в дифференциальной геометрии.
эффективный дивизор Картье
Эффективный дивизор Картье на схеме X над S — это замкнутая подсхема X, которая является плоской над S и пучок идеалов которой обратим.